# سامسون (فیلم ۱۹۳۶)
سامسون (انگلیسی: Samson) فیلمی در ژانر درام به کارگردانی موریس تورنو است که در سال ۱۹۳۶ منتشر شد.

## بازیگران
هری باور، گابی مورلی، آندره لوفور، سوزی پریم، گابریل دورزیا، آندره لوگه, Anthony Gildès, Christian-Gérard, Foun-Sen, Guy Sloux، هنری ویلبر، Jean Joffre, Jean Marconi, Jeanne Juilla, Laure Diana, Léon Arvel, Madeleine Geoffroy, Maurice Bénard, Nicole de Rouves, Raymond Blot, Simone Barillier